# Housatonic (Massachusetts)
Housatonic es un lugar designado por el censo ubicado en el condado de Berkshire en el estado estadounidense de Massachusetts. En el Censo de 2010 tenía una población de 1.109 habitantes y una densidad poblacional de 440,52 personas por km².

## Geografía
Housatonic se encuentra ubicado en las coordenadas 42°14′46″N 73°21′43″O / 42.24611, -73.36194. Según la Oficina del Censo de los Estados Unidos, Housatonic tiene una superficie total de 2.52 km², de la cual 2.29 km² corresponden a tierra firme y (8.85%) 0.22 km² es agua.

## Demografía
Según el censo de 2010, había 1.109 personas residiendo en Housatonic. La densidad de población era de 440,52 hab./km². De los 1.109 habitantes, Housatonic estaba compuesto por el 93.33% blancos, el 1.17% eran afroamericanos, el 0.09% eran amerindios, el 0.72% eran asiáticos, el 0.09% eran isleños del Pacífico, el 0.9% eran de otras razas y el 3.7% pertenecían a dos o más razas. Del total de la población el 4.69% eran hispanos o latinos de cualquier raza.